# Thalész-tétel

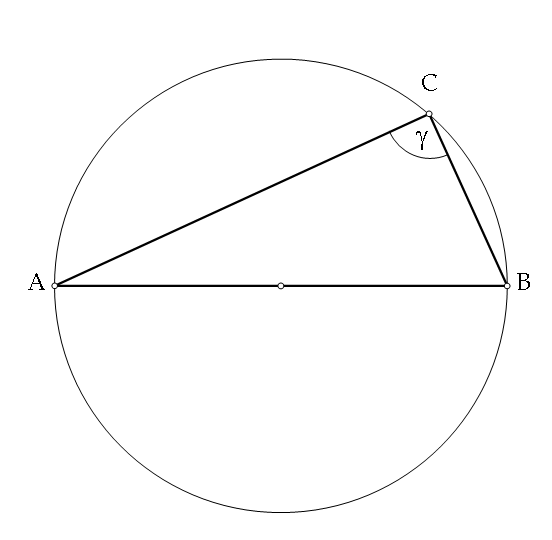
A Thalész-tétel szerint a γ szög derékszög

 A Thalész-tétel a geometria egyik legkorábbi eredetű tétele. Nevét a milétoszi Thalészról kapta.
Tétel (Thalész) Ha vesszük egy O középpontú kör AB átmérőjét, valamint a körvonal egy tetszőleges (A-tól és B-től különböző) C pontját, akkor az ABC háromszög C csúcsánál lévő γ szöge derékszög lesz.

## Bizonyítások
A Thalész-tételnek számtalan bizonyítása van. Ezek közül néhány ízelítőül:

### A háromszögek szögösszegtétele alapján
Azt fogjuk felhasználni, hogy a háromszög belső szögeinek összege 180°.

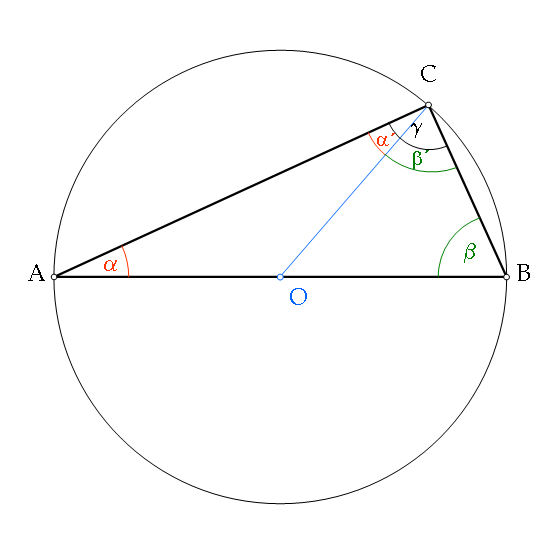
Ábra a belső szögek összegére vonatkozó tételt felhasználó bizonyításhoz

Legyen {\displaystyle O} a kör középpontja. Ekkor az {\displaystyle AOC} és a {\displaystyle COB} háromszög egyenlő szárú, azaz
{\displaystyle \alpha =\alpha '} és
{\displaystyle \beta =\beta '}.
Az {\displaystyle OC} szakasz pont az {\displaystyle \alpha '} és {\displaystyle \beta '} részekre osztja {\displaystyle \gamma }-t , így
{\displaystyle \gamma =\alpha '+\beta '=\alpha +\beta }
Az {\displaystyle ABC} háromszög belső szögeinek összege (ami a szögösszegtétel szerint 180°) épp e négy szög összege, tehát:
{\displaystyle \alpha +\beta +\gamma =\alpha +\beta +(\alpha '+\beta ')=\alpha +\beta +(\alpha +\beta )=180^{\circ }};
vagyis:
{\displaystyle 2\alpha +2\beta =180^{\circ }}
{\displaystyle 2(\alpha +\beta )=180^{\circ }}
{\displaystyle \alpha +\beta =90^{\circ }}
így:
{\displaystyle \gamma =\alpha +\beta =90^{\circ }} QED

### Eukleidészbizonyítása
Azt kell belátnunk, hogy az ábrán a {\displaystyle \gamma } szög hegyesszög vagy derékszög.

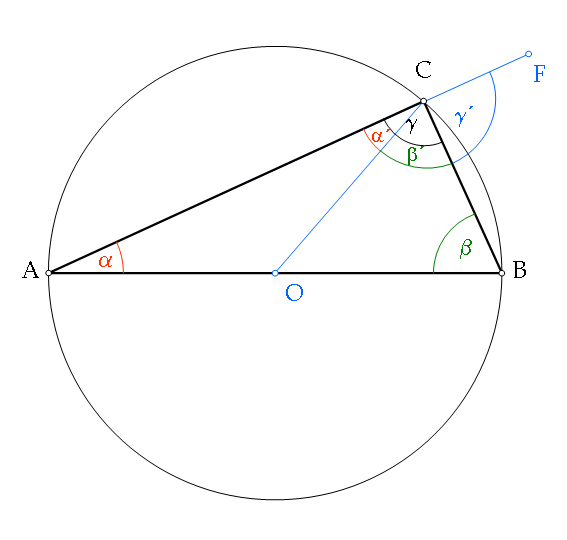
Ábra Eukleidész bizonyításához

Hosszabbítsuk meg az {\displaystyle AC} szakaszt {\displaystyle C}-n túl egy tetszőleges {\displaystyle F} pontig. Legyen {\displaystyle O} a kör középpontja. Mivel {\displaystyle AO} és {\displaystyle OC} a kör sugara, ezért az {\displaystyle AOC} háromszög egyenlő szárú, így
{\displaystyle \alpha =\alpha '.}
Továbbá, mivel {\displaystyle OB} is a kör sugara ezért az {\displaystyle OBC} háromszög is egyenlő szárú, így
{\displaystyle \beta =\beta '.}
Mivel
{\displaystyle \gamma =\alpha '+\beta ',}
ezért az előbbiek miatt
{\displaystyle \gamma =\alpha +\beta }
is teljesül.
Viszont a külsőszög-tétel miatt az {\displaystyle ABC} háromszög {\displaystyle \gamma '} külső szöge egyenlő a két nem mellette fekvő belső szög összegével, azaz
{\displaystyle \gamma '=\alpha +\beta }
vagyis
{\displaystyle \gamma =\gamma '}
amiből az következik, hogy {\displaystyle \gamma } fele az egyenesszögnek, tehát {\displaystyle C}-nél derékszög van. QED

### Egy elemi geometriai bizonyítás szimmetriatulajdonságokkal

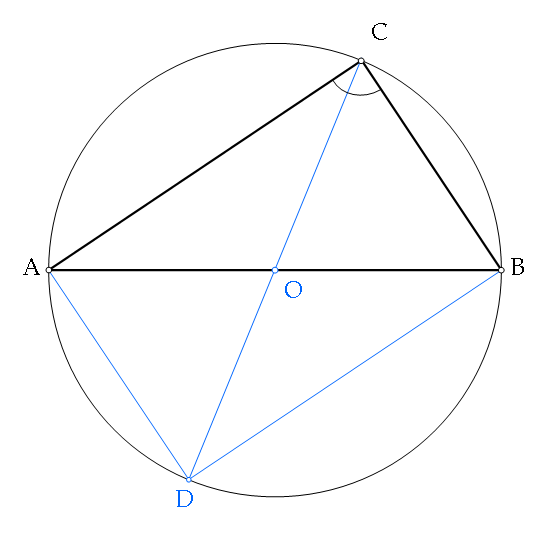
Ábra a Thalész-tétel szimmetriákkal történő bizonyításához

Rajzoljuk be az O középpontot és hosszabbítsuk meg a CO szakaszt O-n túl a kör ívéig, amit metsszen a D pontban.
Azt kell belátnunk, hogy a C-nél lévő szög derékszög.
Tudjuk, hogy egy négyszög akkor és csak akkor téglalap, ha átlói felezik egymást és egyenlő hosszúságúak. De az ADBC négyszög átlói egyenlők (mert mindkettő a kör átmérője) és felezik egymást (az O pontban), így az ADBC négyszög téglalap. Ebből viszont következik, hogy minden szöge, így a C-nél lévő szög is derékszög. QED
Megjegyzés. Természetesen a szimmetriát itt az O pontra vonatkozó középpontos tükrözés jelenti.

### Egy másik bizonyítás szimmetriával
Tükrözzük a háromszöget az átfogójára. Ekkor az {\displaystyle AC'BC} négyszög deltoid lesz. Az {\displaystyle A} és a {\displaystyle B} csúcsoknál lévő szögek összege 180°, ez a kerületi és középponti szögek tételéből következik. Mivel a négyszög szögeinek összege 360°, ezért a {\displaystyle C}-nél és a {\displaystyle C'}-nél lévő szögek összege is 180° kell legyen. Ezek a szögek viszont a tükrözés miatt egyenlőek, tehát derékszögek. QED

### A Pitagorasz-tételből és megfordításából
Legyen a k kör egy átmérője d, középpontja O. Vegyünk föl a kör ívén egy, az átmérő két végpontjától különböző C pontot és bocsássunk merőlegest C-ből d-re. Legyen a merőleges talppontja T. Az OTC derékszögű háromszög oldalait jelöljük így:

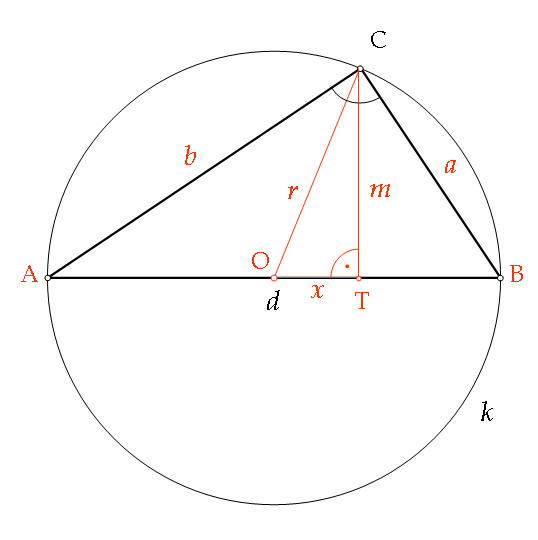
Ábra a Thalész-tétel Pitagorasz-tétellel történő bizonyításához

{\displaystyle r=OC} (a kör sugara)
{\displaystyle m=TC} (az ABC háromszög C-ből kiinduló magassága)
{\displaystyle x=OT}
Továbbá
{\displaystyle a=BC} és
{\displaystyle b=AC}
Ekkor az OTC, ATC és CTB derékszögű háromszögekre rendre felírhatjuk a Pitagorasz-tételt:
{\displaystyle x^{2}+m^{2}=r^{2}}
{\displaystyle (r+x)^{2}+m^{2}=b^{2}}
{\displaystyle (r-x)^{2}+m^{2}=a^{2}}
Azt fogjuk belátni, hogy az ABC háromszög olyan, hogy két oldalának négyzetösszege egyenlő a harmadik négyzetével ( {\displaystyle a^{2}+b^{2}=d^{2}}). A Pitagorasz-tétel megfordítása szerint ugyanis ekkor ABC derékszögű háromszög (és a derékszög a d-vel szemközt van).
{\displaystyle {\begin{aligned}a^{2}+b^{2}&=(r-x)^{2}+m^{2}+(r+x)^{2}+m^{2}=\\&=r^{2}-2rx+x^{2}+m^{2}+r^{2}+2rx+x^{2}+m^{2}=\\&=2r^{2}+2x^{2}+2m^{2}=2r^{2}+2(x^{2}+m^{2})=\\&=2r^{2}+2r^{2}=4r^{2}=(2r)^{2}=d^{2}\end{aligned}}}
Tehát a C-nél lévő szög derékszög. QED
Megjegyzés. Az {\displaystyle O=T} esetben a tétel triviális módon igaz, hiszen ekkor az AOC és az OBC háromszögek egybevágó egyenlő szárú derékszögű háromszögek. Ekkor tehát {\displaystyle \gamma =45^{\circ }+45^{\circ }=90^{\circ }}.

### Vektorokkal
Ismeretes, ha {\displaystyle {\vec {d}}} rögzített vektor, akkor azon {\displaystyle {\vec {x}}} vektorok, amikre
{\displaystyle {\vec {x}}\cdot {\vec {d}}={\vec {x}}\cdot {\vec {x}}}
egy olyan kört határoznak meg, aminek átmérője {\displaystyle {\vec {d}}}. A fenti egyenletet felhasználva:
{\displaystyle {\begin{aligned}{\vec {x}}\cdot {\vec {d}}&={\vec {x}}\cdot {\vec {x}}\\{\vec {x}}\cdot {\vec {d}}-{\vec {x}}\cdot {\vec {x}}&=0\\{\vec {x}}\cdot \left({\vec {d}}-{\vec {x}}\right)&=0\end{aligned}}}
A három vektor ({\displaystyle {\vec {x}},\,{\vec {d}}} és {\displaystyle {\vec {d}}-{\vec {x}}}) egy háromszöget határoz meg, aminek két oldala ({\displaystyle {\vec {x}}} és {\displaystyle {\vec {d}}-{\vec {x}}}) merőleges egymásra. Ez az utolsó sorból egyértelműen látszik. Mivel {\displaystyle {\vec {x}}} végpontjai pedig a körön vannak, kapjuk a tétel állítását.

### Hasonlósággal

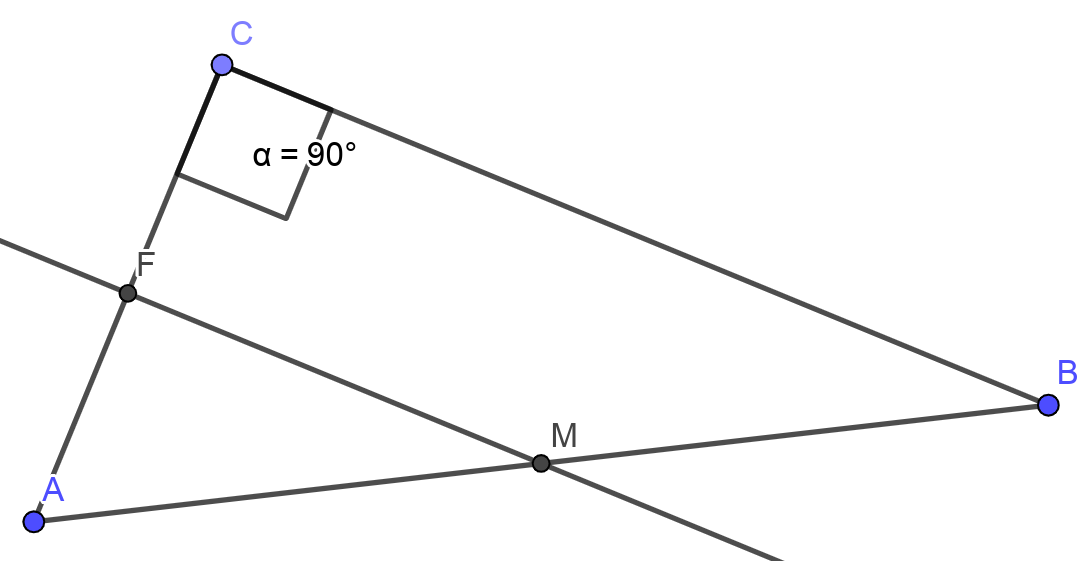
Magyarázó ábra a hasonlósággal igazoláshoz

A derékszögű háromszög AC befogójának felezőmerőlegese az AB átfogót az M pontban metszi. A befogó felezőpontja legyen F. Ekkor az FM szakasz párhuzamos BC-vel a merőlegesség miatt, így {\displaystyle AMF\sim ABC}, és mivel {\displaystyle 2AF=AC}, a hasonlóság miatt {\displaystyle 2AM=AB}, azaz M az átfogó felezőpontja. Mivel pedig az oldalfelezők egy pontban metszik egymást, ami egyben a köréírható kör középpontja is, kapjuk a tétel állítását.

### Szakaszok meredekségével
Az alábbi bizonyítás koordinátageometriai eszközöket használ fel. Ehhez fel kell venni egy koordináta-rendszert. Mivel ebben semmilyen megkötésünk nincsen, a lehető legegyszerűbb feltételekkel élünk: az x-tengely irányítása legyen a háromszög {\displaystyle AB} oldalával egyező, és az origót ezen oldal felezőpontjába helyezzük el. Ekkor {\displaystyle A=(-r,0)} és {\displaystyle B=(r,0)}.
Mint látható, ez egy igen szerencsés választás volt, mert így a kör egy tetszőleges pontja (ami természetesen nincs az x-tengelyen) a {\displaystyle C=(r\cos \phi ,r\sin \phi )} koordinátákkal adható meg. Az {\displaystyle AC} és {\displaystyle BC} oldalak meredeksége ekkor aránylag egyszerűen számolható:
{\displaystyle m_{AC}={\frac {\Delta y}{\Delta x}}={\frac {r\sin \phi -0}{r\cos \phi -(-r)}}={\frac {\sin \phi }{\cos \phi +1}}.}
Hasonlóan kapjuk:
{\displaystyle m_{BC}={\frac {0-r\sin \phi }{r-r\cos \phi }}={\frac {\sin \phi }{\cos \phi -1}}.}
Számoljuk ki a két meredekség szorzatát!
{\displaystyle m_{AC}\cdot m_{BC}={\frac {\sin \phi }{\cos \phi +1}}\cdot {\frac {\sin \phi }{\cos \phi -1}}={\frac {\sin ^{2}\phi }{\cos ^{2}\phi -1}}={\frac {\sin ^{2}\phi }{-\sin ^{2}\phi }}=-1}.
Két egyenes meredekségének szorzata akkor és csak akkor -1, ha merőlegesek egymásra. Ezzel a tétel bizonyítását befejeztük. QED

## Általánosítások
A Thalész-tétel speciális esete a középponti és kerületi szögek tételének, miszerint egy körben bármely középponti szög kétszer akkora, mint az azonos ívhez tartozó kerületi szög. Emiatt a Thalész-tételt úgy is megfogalmazhatjuk, hogy:
A félkörívhez tartozó minden kerületi szög derékszög.
A látószög fogalmának felhasználásával az általánosítás újabb formában fogalmazható meg:
- Tétel – Azon pontok síkbeli helye, melyekből egy szakasz mindig ugyanakkora szögben látszik, egy körív, melynek két végpontját a szakasz köti össze.

Ez magában foglalja a tételt és a megfordítását is.